# إلينا ريختر
إلينا ريختر (بالألمانية: Elena Richter)‏ هي نبالة ألمانية، ولدت في 3 يوليو 1989 في برلين في ألمانيا.

## وصلات خارجية
- إلينا ريختر على موقع اللجنة الأولمبية الدولية (الإنجليزية)
- إلينا ريختر على موقع أوليمبيديا (الإنجليزية)
- إلينا ريختر على موقع اللجنة الأولمبية الألمانية (الألمانية)